# Juan Carlos Zubczuk
Juan Carlos Zubczuk (pronunciado /súbchuk/ en fonética española; Oberá, Misiones, 31 de marzo de 1965) es un exfutbolista argentino nacionalizado peruano. Fue un destacado arquero de Universitario de Deportes, de la primera división del Perú.

## Trayectoria
Jugó en el puesto de arquero en Argentina y el Perú. Se inició en el Racing Club de Avellaneda, en su país natal. Fue campeón del torneo juvenil de clubes Proyección'86, en el verano de 1983. En el Perú militó en Universitario de Deportes, llegando en 1988, cuando era suplente de Ubaldo Fillol, en ese momento, arquero titular en Racing y de la selección argentina seleccionado sub-18 (año 1983 Torneo Panamericano y Sudamericano) segundo y tercer guardameta respectivamente por delante de Carlos Enrique Prono y Francisco Guillen y sub-19 año 1985 Campeonato Sudamericano) en Paraguay por delante de Fabian Cancelarich luego suplente en las Olimpiadas de Seúl 1988 y tercer arquero en el Mundial de Italia 1990, Copa América 1991 en Chile y también en la Copa Rey Fahd/Confederaciones Año 1992 en Arabia Saudita y del compatriota suyo aunque nacionalizado años después chileno Sergio Vargas también tercer guardameta y dado que surgió la posibilidad porque la U buscaba un arquero joven, con futuro.
Se convirtió en pieza importante y muy querida por los hinchas entre los años 1991 y 1993, jugando al lado de José Luis Carranza y Roberto Martínez. Salió campeón con la U y participó en la Copa Libertadores de América. Posteriormente, jugó en el Alianza Atlético, equipo del norte del Perú (1995). En Chimbote, fue preparador de arqueros de Deportivo Pesquero tras su retiro y dirigió al equipo de la Academia Ciro Alegría. En el año 2006, con la llegada a la dirección técnica de Jorge Amado Nunes, otro histórico de la U, fue llamado para ser el preparador de arqueros de la escuadra crema.
Actualmente casado y con tres hijos, reside en Nuevo Chimbote, donde es dueño del restaurante El Portón Gaucho. «¡¡¡El mejor de los arqueros, el mejor de los arqueros, ese arquero se llama Zubczuk, Zubczuk!!!...» era el cántico que se hizo costumbre en cada domingo de fútbol, en la Trinchera Norte, que siempre quiso al argentinoperuano, y le dedicó no solo este estribillo, sino muchos más que el arquero recuerda con muchísimo cariño.

## Selección nacional

### Participaciones en Copa América
| Copa              | Sede    | Resultado        |
| ----------------- | ------- | ---------------- |
| Copa América 1993 | Ecuador | Cuartos de final |

## Clubes
| Club                      | País      | Año       |
| ------------------------- | --------- | --------- |
| Racing Club               | Argentina | 1983-1987 |
| Universitario de Deportes | Perú      | 1988-1994 |
| Alianza Atlético          | Perú      | 1995      |

## Palmarés

### Campeonatos nacionales
| Título           | Club                      | País | Año  |
| ---------------- | ------------------------- | ---- | ---- |
| Primera División | Universitario de Deportes | Perú | 1990 |
| Primera División | Universitario de Deportes | Perú | 1992 |
| Primera División | Universitario de Deportes | Perú | 1993 |